# アンジェリーナ・ジョリー 思いは国境を越えて
『アンジェリーナ・ジョリー 思いは国境を越えて』（アンジェリーナ・ジョリーおもいはこっきょうをこえて、Notes from My Travels: Visits with Refugees in Africa, Cambodia, Pakistan and Ecuador）は、女優のアンジェリーナ・ジョリーが国連難民高等弁務官事務所 (UNHCR) の親善大使として問題を抱える第三世界の地域を旅した経験を、2001年2月から2002年6月にかけて綴った日記の抜粋集である。ジョリーが訪れたシエラレオネ、タンザニア、パキスタン、カンボジア、エクアドルの詳細が記されている。
ジョリーがUNHCRで活動する女性を主演した映画『すべては愛のために』の公開と同時期の2003年に出版された。
ジョリーはこの日記を書いている時期に、カンボジア生まれの男子マドックスを養子に迎えた。
ジョリーは出版収益をUNHCRに寄付した。ジョリーは2006年に手書きノートをオークションに出品すると150ドルから入札が始まり、5460ドルで落札され、収益を難民に寄付した。

## 出版
アメリカで2003年10月28日に発売された。
2020年7月にホアン・アン・カピがベトナム語に翻訳した。

## 評価
発売と同時に『アラブ・アメリカン・ニュース』紙で「難民の生活への洞察が書かれている」と評価された。
2016年にUWIREによる女性史月間のための力づけられる本の一覧に含まれた。この一覧を作成したサラ・ニコルズはこの本を「深く知的で思慮深い」と評した。
2020年にこの本をベトナム語に訳したホアン・アン・カピは、「私たちが生きている世界についてより深く理解するための必読書」と評した。
ジェーン・グドール研究所の創設者で国連ピース・メッセンジャーのジェーン・グドール博士は、「アンジェリーナは私たち一人ひとりが変化をもたらす力を持っていることを証明している。私は尊厳と希望を持って生きようと奮闘する難民一人ひとりの描写に深く心を動かされ、彼女の個人的な献身に感銘を受けた。アンジェリーナの日記は人道活動家としての彼女の目覚めを記録したものであり、読者の心を動かしてくれることを願っている。私は国連を代表してアンジェリーナと仕事を続けることを楽しみにしている」と述べた。
2018年12月25日に『ヴォイス・オブ・ジャーナリスツ』のシエダ・アディーラ・ザイナブは、「この本は特に人類の幸福のためにボランティア活動をしたい人にとっては誰でも読む価値がある」と述べた。
2003年10月に『デイリー・ミラー』のインタビューを受けたアンジェリーナの父のジョン・ヴォイトは、この本を「とてもよく書かれていて、読むと感動する」と述べた。